# Монтальто-Дора
Монтальто-Дора (итал. Montalto Dora) — коммуна в Италии, располагается в регионе Пьемонт, в провинции Турин.
Население составляет 3465 человек (2008 г.), плотность населения составляет 495 чел./км². Занимает площадь 7 км². Почтовый индекс — 10016. Телефонный код — 0125.
Покровителем коммуны почитается святой Евсевий Верчелльский, празднование в первое воскресение августа.

## Демография
Динамика населения:

## Администрация коммуны
- Официальный сайт: http://www.comune.montalto-dora.to.it/